# سونيا كلارك
سونيا كلارك (بالإنجليزية: Sonique)‏ (و. 1968  م) هي دي جي، ومغنية بريطانية، ولدت في لندن.

## وصلات خارجية
- سونيا كلارك على موقع IMDb (الإنجليزية)
- سونيا كلارك على موقع ميوزك برينز (الإنجليزية)
- سونيا كلارك على موقع أول ميوزيك (الإنجليزية)
- سونيا كلارك على موقع ديسكوغز (الإنجليزية)
- سونيا كلارك في قاعدة بيانات الأفلام على الإنترنت